# John Somers-Cocks (2e comte Somers)
John Somers-Cocks, 2e comte Somers (19 mars 1788 – 5 octobre 1852), titré vicomte Eastnor entre 1821 et 1841, est un homme politique britannique du Parti Conservateur.

## Biographie
Somers est le deuxième fils de John Cocks (1er comte Somers); son frère aîné, Edward Charles Cocks est mort dans la Guerre d'indépendance espagnole. Il fait ses études à Westminster, entre dans l'Armée Britannique et sert dans la guerre d'indépendance espagnole. Somers siège comme député pour Reigate entre 1812 et 1818 (succédant à son frère aîné) et de nouveau entre 1832 et 1841 et pour Hereford entre 1818 et 1832. En 1841 il succède à son père dans le comté et à la Chambre des Lords.
Il épouse Lady Caroline Harriet, fille de Philip Yorke (3e comte de Hardwicke) et est le père de Charles Somers-Cocks (3e comte Somers).